# Acronicta farona
Acronicta farona är en fjärilsart som beskrevs av William Schaus 1904. Acronicta farona ingår i släktet Acronicta och familjen nattflyn. Inga underarter finns listade i Catalogue of Life.